# Endlhausen
Endlhausen ist ein Gemeindeteil von Egling im oberbayerischen Landkreis Bad Tölz-Wolfratshausen. Das Pfarrdorf liegt circa fünf Kilometer nordöstlich von Egling an der Staatsstraße 2070.

## Geschichte
Die Siedlung ist im 10. Jahrhundert als Ennilhusa erstgenannt. Es liegt ein bajuwarischer Personenname wie Enhilo oder Ennelin zugrunde.
Endlhausen kam am 1. Mai 1978 im Zuge der Gebietsreform zu Egling.

## Sehenswürdigkeiten
- Katholische Pfarrkirche St. Valentin, erbaut 1755/56

Siehe auch Liste der Baudenkmäler in Endlhausen